# اولانچاب
اولانچاب (به زبان مغولی: ᠤᠯᠠᠭᠠᠨᠴᠠᠪ ᠬᠣᠲᠠ، به لاتین: Ulaɣančab qota، معادل سیریلیک: Улаанцав хот)(به چینی: 乌兰察布市، به پین‌یین: Wūlánchábù Shì) یک شهر در سطح ولایت در جمهوری خلق چین است که در مغولستان داخلی واقع شده‌است

## خصوصیات
اولانچاب ۵۴٬۴۹۱ کیلومترمربع مساحت و ۲٬۱۴۳٬۵۹۰ نفر جمعیت دارد و ۱٬۳۷۸ متر بالاتر از سطح دریا واقع شده‌است.